# Christina Watches-Onfone/Saison 2011
Dieser Artikel listet Erfolge und Mannschaft des Radsportteams Christina Watches-Onfone in der Saison 2011 auf.

## Erfolge in der UCI Europe Tour
Bei den Rennen der UCI Europe Tour im Jahr 2011 gelangen dem Team nachstehende Erfolg.
| Datum     | Rennen                      | Kat. | Fahrer            |
| --------- | --------------------------- | ---- | ----------------- |
| 24. April | Himmerland Rundt            | 1.2  | Michael Reihs     |
| 27. Mai   | Tallinn-Tartu Grand Prix    | 1.1  | Angelo Furlan     |
| 13. Juni  | 1. Etappe Serbien-Rundfahrt | 2.2  | Angelo Furlan     |
| 15. Juni  | 3. Etappe Serbien-Rundfahrt | 2.2  | Michael Rasmussen |
| 16. Juni  | 4. Etappe Serbien-Rundfahrt | 2.2  | Angelo Furlan     |
| 17. Juni  | 5. Etappe Serbien-Rundfahrt | 2.2  | Angelo Furlan     |

## Mannschaft
| Name              | Geburtstag        | Nationalität | Team 2010                             |
| ----------------- | ----------------- | ------------ | ------------------------------------- |
| Pelle Clapp       | 9. Juli 1991      | Dänemark     | Stenca Trading                        |
| Angelo Furlan     | 21. Juni 1977     | Italien      | Lampre-Farnese Vini                   |
| Mads Hardahl      | 24. Dezember 1992 | Dänemark     | Neoprofi                              |
| Marc Hester       | 28. Juni 1985     | Dänemark     | Team Designa Køkken-Blue Water (2009) |
| René Jørgensen    | 26. Juli 1975     | Dänemark     | Team Designa Køkken-Blue Water        |
| Guytan Lilholt    | 6. Februar 1988   | Dänemark     | Blue Water-Cycling for Health (2008)  |
| Martin Lind       | 9. Juli 1990      | Dänemark     | Neoprofi                              |
| Jacob Gye Madsen  | 23. November 1987 | Dänemark     | Stenca Trading                        |
| Daniel Malmros    | 15. Dezember 1992 | Dänemark     | Neoprofi                              |
| Jesper Nielsen    | 7. Juli 1984      | Dänemark     | Stenca Trading                        |
| Philip Nielsen    | 31. August 1987   | Dänemark     | Team Concordia Forsikring-Himmerland  |
| Michael Rasmussen | 1. Juni 1974      | Dänemark     | Miche                                 |
| Michael Reihs     | 25. April 1979    | Dänemark     | Team Designa Køkken-Blue Water        |
| Kristian Sobota   | 1. Juni 1988      | Dänemark     | Team Concordia Forsikring-Himmerland  |
| Mads Steen        | 21. Juni 1990     | Dänemark     | Neoprofi                              |
| Daniel Vestergård | 22. Dezember 1983 | Dänemark     | Stenca Trading                        |

## Platzierungen in UCI-Ranglisten
UCI Europe Tour 2011
|      | Fahrer            | Punkte |
| ---- | ----------------- | ------ |
| 76.  | Angelo Furlan     | 153    |
| 98.  | Michael Reihs     | 128    |
| 169. | Michael Rasmussen | 90     |
| 601. | René Jørgensen    | 21     |
| 963. | Kristian Sobota   | 7      |